# Alexander Kanoldt
Alexander Kanoldt (Karlsruhe, 29 settembre 1881 – Berlino, 24 gennaio 1939) è stato un pittore tedesco e professore presso l'accademia delle belle arti a Berlino.
Assieme a Wassily Kandinsky, Alexej von Jawlensky, Gabriele Münter, Marianne von Werefkin ed altri fondò nel 1909 a Monaco la Neue Künstlervereinigung München. Kanoldt ed Erbslöh non accetteranno l'astrattismo di Kandinky, e saranno la causa della fondazione da parte di Kandinsky e Mark di un movimento denominato Il cavaliere azzurro, distaccato dalla Neue Künstlervereiningung München.
Tra le due guerre, Kanoldt seguirà la corrente della Nuova oggettività Neue sachlichkeit. Farà una serie di nature morte.
Kanoldt divenne membro del Partito Nazionalsocialista Tedesco dei Lavoratori, ma nonostante questo la sua pittura viene bollata come arte degenerata dai funzionari nazisti e sequestrata nel 1938. Perde la sua cattedra all'accademia di Berlino.